# Métamorphose (film, 2003)
Pour les articles homonymes, voir Métamorphose.
Métamorphose est un film français de court métrage réalisé par Jean-Claude Guiguet, sorti en 2003.

## Synopsis
La lumière et ses nuances, de l'aube à la nuit, sur les toits d'une ville.
« J’ai eu envie de montrer le monde du point de vue de quelqu’un qui était peut-être déjà de l’autre côté de la vie, et donc au lieu de faire mon portrait j’ai fait le portrait d’un lieu qui est le regard, mon regard, sur un espace que je contemple de l’aube à la nuit. Ce qui permettait évidemment de donner une sorte de palette lumineuse, atmosphérique, climatique qui allait du début du jour jusqu’à son extinction. »

## Fiche technique
- Titre : Métamorphose
- Réalisation : Jean-Claude Guiguet
- Photographie : Jean-Claude Guiguet
- Musique : Richard Wagner, Georg Friedrich Haendel
- Son : Philippe Grivel
- Montage :  Khadicha Bariha-Simsolo
- Production : Les Films Hatari - Arte France Cinéma
- Pays d'origine :  France
- Durée : 12 min
- Date de sortie : 14 octobre 2003
- Visa : n° 109 315 (délivré le 12 décembre 2003)

## Distribution
- Voix de François-Victor Mamet, Alain Rochat, Philippe Garziano et Sandra Caran

## Sélections
- 2003 : Festival du nouveau cinéma de Montréal
- 2004 : Festival international du film de Rotterdam